# رود ایزبورن
رود ایزبورن رودی است به River Avon می‌ریزد. این رود از کشور بریتانیا می‌گذرد. طول آن ۲۲ کیلومتر (۱۴ مایل) است.